# Перлини корони
«Перлини корони» (фр. Les Perles de la couronne) — французький історичний комедійний фільм 1937 року, поставлений режисерами Сашею Гітрі та Крістіан-Жаком.

## Сюжет
Письменник Жан Мартен розповідає дружині неймовірну історію семи найчистіших перлин, що абсолютно не відрізняються одна від одної, чотири з яких прикрашають дуги англійської корони, та про те, як вони там опинилися.
Франциск I хоче одружити сина на Катерині Медічі, доньці Лоренцо Медічі та кузини короля. Катерина також є племінницею Папи Римського Климента VII. Щоб відвадити від неї потенційних шанувальників, Папа призначає одного 18-ти річного кардиналом, а іншого, Спанеллі, відправляє шукати по світу п'ять перлин, однаковими за вагою, об'ємом і красою тим двом, що він дає йому перед поїздкою. Першу перлину Спанеллі знаходить у роті ловця перлів у Перській затоці, другу — у китайського торговця, ще дві — у вухах жорстокої цариці Абіссінії, яка бере Спанеллі в полон та утримує як коханця. Залишається остання; Спанеллі приходить до іспанської каплиці і благає Святу Діву, щоб вона допомогла йому: перлина падає з корони, коли Свята Діва нахиляє голову.
Спанеллі повертається до Італії, де Папа Климент замість вдячності наказує його убити. Сім перлин вручені Катерині напередодні весілля. Пізніше вона передає їх Марії Стюарт, дружині свого сина Франциска, який дуже скоро залишить Марію вдовою. Коли Марії відрубують голову за наказом Єлизавети Англійської, три злодії крадуть сім перлин. У таверні, де вони збираються, щоб поділити здобич, двох злодіїв схоплюють: так чотири перлини повертаються в казну.Третьому злодієві, ватажкові банди, вдається втекти з трьома перлинами.
Триста років потому королева Вікторія знаходить три перлини, відібрані у злодіїв, у подвійному дні скрині, куди їх поклала Єлизавета. Вона наказує вправити їх в англійську корону, де вони знаходяться і понині. Жан Мартен, а разом з ним — ад'ютант на службі англійської корони і камергер Папи Римського, всіляко прагнуть відшукати решту три перлини. Вони зустрічаються у знаменитій таверні, де збиралися злодії, та домовляються об'єднати зусилля. Вони призначають зустріч на тому ж місці, і через два тижні кожен з гордістю повідомляє іншим, що напав па слід.
Спершу італієць розповідає, що відомо йому. Злодій захотів повернути одну перлину. Для цього він поступив на службу до армії Генріха IV, щоб підібратися ближче до короля; але добився бажаного лише перед смертю: помираючи від рани, отриманої в бою, він передав перлину своєму суверену, а той подарував її коханці Габрієль д'Естре, яка свято її зберігала. Довгі роки перлина переходила від королев до королівських коханок і назад, поки у результаті не опинилася в руках мадам Дю Баррі, у якої була вилучена разом з іншими цінностями після Революції. Бонапарт купив перлину в ювелірній крамниці і подарував Жозефіні де Богарне на їхньому поспішному весіллі перед початком Італійської кампанії. Але в 1815 році, після поразки, він довірив перлину королеві Гортензії, щоб та передала коштовність його синові, майбутньому Наполеону III, який, зійшовши на трон, одразу подарував її Євгенії. У 1914 році Євгенія передала її священикові з іспанської каплиці, в чиїх стінах Спанеллі колись отримав її від Святої Діви. Престаріла імператриця, що прийшла помолитися за швидке звільнення Франції, захотіла, щоб перлина примножила скарбницю Святої Діви. Прелат вставив перлину на колишнє місце в короні Марії, де вона і знаходиться до цього дня.
Англієць розповів історію другої перлини, яку злодій програв у карти. Щасливий володар виграшу подарував її своїй коханій. Відтоді з покоління в покоління бабусі передають її внучкам у день їхнього 20-річчя. Але в останньої бабусі немає онучок, а є тільки онук. Він отримує в подарунок перлину і програє її. Його суперник виявляє, що перлина фальшива, і топче її.
Нарешті Жан Мартен розповідає про долю третьої перлини. Її власники постійно приваблювали нею красунь. Першим з власників був один зі злодіїв. У старості колишні красуні поступаються перлиною за їжу. Та потрапляє до рук праправнучки Аньєс Сорель. В молодості вона розбила немало чоловічих сердець, і тепер купує за перлину молодого угорця. Переходячи від старих коханців до юних коханок, перлина опиняється в готелі «Дрюо», де в наші дні її купує промисловець з Марселя. Він хоче вручити її своїй коханці як прощальний подарунок. Франсуаза, дружина Жана Мартена, йде по п'ятах за покупцем. Вона йде за ним по сходах, коли той дізнається про зраду коханки й вирішує залишити кільце собі, абсолютно не знаючи, що з ним робити. Він сідає на борт «Нормандії»; Франсуаза йде за ним. Він залицяється до неї.
Закінчивши свою розповідь, Жан Мартен везе товаришів до Саутгемптона, порт проміжної зупинки «Нормандії». На борту судна він знайомить їх зі своєю дружиною і виявляє, що марселець подарував їй перлину. Розлючений він готується повернути її власникові разом з парою міцних ляпасів, але з необережності упускає у воду. Досягнувши дна, перлина зникає в раковині, яка тут же закриває стулки.

## У ролях
| • Саша Гітрі      | … | Жан Мартен / Франциск I / Баррас / Наполеон III    |
| • Ремю            | … | марсельський промисловець                          |
| • Жаклін Делюбак  | … | Франсуаза Мартен / Марія Стюарт / Жозефіна Богарне |
| • Еме Симон-Жирар | … | Генріх IV                                          |
| • Лінн Гардінг    | … | Генріх VIII / Джон Расселл                         |
| • Арлетті         | … | королева Абіссінії                                 |
| • Жан-Луї Барро   | … | молодий Бонапарт                                   |
| • Еміль Дран      | … | Бонапарт (1815)                                    |
| • Марсель Даліо   | … | наперсник королеви Абіссінії                       |
| • Маргеріт Морено | … | Катерина Медічі / імператриця Євгенія (літня)      |
| • Реймон Аллен    | … | імператриця Євгенія в молодості                    |
| • Полін Картон    | … | покоївка на «Нормандії»                            |
| • Енріко Глорі    | … | управитель господарством Папи Римського            |
| • Ермете Дзаконі  | … | Климент VII                                        |

| • Югетт Дюфло       | … | королева Гортензія                            |
| • Барбара Шоу       | … | Анна Болейн                                   |
| • Робер Пізані      | … | Талейран                                      |
| • Жермен Оссей      | … | Габрієль д'Естре                              |
| • Розіна Дереан     | … | Катерина Арагонська                           |
| • Клод Дофен        | … | італійський в'язень                           |
| • Лізетта Ланвен    | … | подруга промисловця                           |
| • Іветта Пієнн      | … | Марія Тюдор / Єлизавета I / королева Вікторія |
| • Сімона Ренан      | … | мадам Дю Баррі                                |
| • Рене Сен-Сір      | … | Мадлен де ла Тур д'Овернь                     |
| • Каталано          | … | Спанеллі                                      |
| • Гастон Дюбоск     | … | великий князь                                 |
| • Ендрюс Енгельманн | … | Роббер                                        |
| • Персі Мармот      | … | кардинал Волсі (в титрах відсутній)           |

## Знімальна група
- Автор сценарію — Саша Гітрі, Крістіан-Жак
- Режисер-постановник — Саша Гітрі, Крістіан-Жак
- Продюсер — Серж Сандберг
- Оператор — Жуль Крюжер
- Композитор — Жан Франсе
- Монтаж — Вільям Бараш, Міріам Борсуцькі
- Художник по костюмах — Жорж К. Бенда
- Артдиректор — Жан Перр'є

## Нагороди та номінації
| Список нагород та номінацій            | Список нагород та номінацій | Список нагород та номінацій                    | Список нагород та номінацій | Список нагород та номінацій | Список нагород та номінацій |
| Кінопремія                             | Рік                         | Категорія                                      | Номінант(и)                 | Результат                   |                             |
| -------------------------------------- | --------------------------- | ---------------------------------------------- | --------------------------- | --------------------------- | --------------------------- |
| Венеційський міжнародний кінофестиваль | 1937                        | «Кубок Муссоліні» за найкращий іноземний фільм | «Перлини корони»            | Номінація                   |                             |
| Венеційський міжнародний кінофестиваль | 1937                        | Приз за найкращий сценарій                     | Саша Гітрі, Крістіан-Жак    | Перемога                    |                             |